# Entics
Entics, de son vrai nom Cristiano Zuncheddu (né le 16 mars 1985 à Milan), est un chanteur italien.

## Biographie

### Débuts
Entics grandit dans le quartier de Baggio à Milan, se fait connaître sur la scène hip-hop locale en tant graffeur et plus tard sur la scène reggae et dancehall de Milan. Depuis 2004, il produit ses premiers titres reggae et rocksteady tels que Pomeriggio d'estate d'estate et Welcome to Baggio. En 2007, il sort un album solo auto-produit intitulé Entics TV, composé de quatorze titres aux sonorités reggae. Entics et YoClas! sont parmi les premiers à réaliser que la plateforme YouTube pouvait être un outil de promotion et de diffusion, le titre de l'album fait d'ailleurs référence à la pléiade de vidéos créées à la demande et en streaming hébergées par Entics, avec quelques membres de son crew, devenant ainsi le premier YouTubeur en Italie. L'album compte également Reverend, Esa, DJ Yaner, Fabio Berton (YoClas !, Chaka Nano), qui est également le producteur de l'album.
Ses premières mixtapes, réalisées sur des riddims jamaïcains classiques, le font connaître des stations de radio et de nombreux acteurs de la scène hip-hop italienne, avec lesquels il collabore, apportant son style plus mélodique et contribuant au développement musical du genre, qui à l'époque était encore ancré dans la chanson parlée. En 2008, MTV confie à Entics la conception et la réalisation des paroles de la publicité du projet Tocca a noi. Cette expérience lui permet d'acquérir une certaine notoriété nationale et de collaborer avec d'importants artistes tels que Gué Pequeno, Big Fish et Club Dogo.
Par conséquent, en janvier 2010, son nouvel album Entics TV Vol. 2 sort, avec YoClas !, Gué Pequeno, Mastermaind et d'autres. En juillet 2010 sort la mixtape Ganja Chanel, qui contient, parmi de nombreux titres d'artistes jamaïcains mixés sur les mêmes riddims, dix titres inédits de l'artiste milanais : ces titres sont ensuite réédités en octobre de la même année, en version remasterisée sur CD, sous le nom de Ganja Chanel Addicted. Ganja Chanel obtient plus de cinquante mille téléchargements en un mois, tandis que la vidéo a été visionnée plus d'un million de fois au cours du premier mois.

### SoundboyetCarpe diem
En 2010, il commence à collaborer avec le rappeur Fabri Fibra,, qu'il accompagne lors des dates du Controcultura Tour, et avec lequel il enregistre une reprise de Festa festa et Tranne te. Le 20 septembre 2011, le label Sony Music publie l'album Soundboy, produit par Fibra, précédé des singles Click, déjà présent sur la mixtape Ganja Chanel Vol. 2 (sortie en mars 2011) avec un arrangement différent et qui avait été bien accueilli par le public pendant l'été et Dicono di me, et des mixtapes Pompa il mio mixtape et Pompa il mio disstape, cette dernière contenant toutes les dissidences avec Babaman et Mondo Marcio. Outre Fibra lui-même, Marracash, Boomdabash, Ensi, Gué Pequeno et Jake La Furia ont également collaboré à l'album, qui comprend seize titres,. Le 8 décembre, la nouvelle mixtape Riddim Rider est publiée sur le site officiel d'Entics, en collaboration avec Irie Soldiers Sound, qui contient plusieurs titres tirés des œuvres précédentes de l'artiste mélangés à d'autres titres sur les mêmes riddims, comme cela s'était déjà produit dans Ganja Chanel.
Le 6 août 2012, la vidéo du nouveau single Strade d'estate est mise en ligne sur YouTube par la chanteuse, le 31 août 2012, la vidéo du single Non vogliono che canti, et enfin la vidéo de Lungo la strada, qui passe en rotation radio le 12 octobre 2012. Ces trois titres anticipent le deuxième album officiel de l'artiste, intitulé Carpe diem. L'album sort le 6 novembre 2012 et débute à la quatrième place du classement italien des albums,. L'album comporte des collaborations avec divers artistes tels que Raf, Ensi, Emis Killa, Fabri Fibra, Gué Pequeno et Casino Royale. Le 17 décembre 2012, le titre de l'album, Carpe diem, entre en rotation radio, tandis que le 8 mars 2012, la chanson Ganja Music sort en single, avec Pat Cosmo et BBdai de Casino Royale. Cet album est très éloigné de l'album officiel, qui sort le 12 octobre 2012. Cette œuvre s'éloigne beaucoup de l'album précédent qui avait fait le succès de l'artiste, qui abandonne les ambiances à dominante raggamuffin pour laisser plus de place au rap.

### Entics Television Vol. 3
Le 24 avril 2014, avec une vidéo sur sa page Facebook, il annonce la rupture avec Tempi Duri Records, et par conséquent, avec Fabri Fibra. Le 17 juin 2014 sort Entics Television Vol. 3, le troisième album de l'artiste produit avec DJ Nais, 12 titres dont 10 inédits et la nouvelle version des anciens singles Come si fa et Vediamo come va. Le rappeur Vacca participe au single Patti chiari et au single Sulla pelle de Jake La Furia. Le 16 juillet, il sort le deuxième single de l'album, Muoviti ! suivi du troisième single, Open Bar. L'album diffère de ses prédécesseurs en termes de style musical et de collaborations : le titre est une référence évidente aux mixtapes précédentes Entics TV et Entics TV Vol. 2, dont le chanteur s'inspire.

### Purple Haze
Le 17 mars 2017 sort Purple Haze, le quatrième album de l'artiste, anticipé par les trois singles Facciamo le 9, Siamo noi stessi et Il finale. L'album est conçu avec un son plus mature et des thèmes plus introspectifs de la part de l'artiste par rapport à ses œuvres précédentes, souhaitant marquer avec cet album, composé sans compromis, une sorte de conclusion d'un parcours pour l'artiste,. Pour le chanteur, c'est un disque ouvert, direct dans son contenu, sans ménagement et produit pour « enlever quelques cailloux dans la chaussure », ainsi que, à l'origine, destiné à ses amis.
L'année musicale 2018 d'Entics s'ouvre le 12 février avec la sortie du single I giovani non sanno en collaboration avec le label Arcade Army Records, un titre dans lequel le chanteur retrace sa jeunesse avec mélancolie et une pointe d'amertume. Cover, en revanche, sort le 24 avril, produit par MikMall et H3llo : dans le clip, c'est Entics lui-même qui réalise. Le 7 juin, le single d'été Sirena, chanté avec Alessio La Profunda Melodia, aux sonorités dancehall et reggae, sort sur YouTube et Spotify : un autre single d'été est Du Passao, produit par Smoothies sur des sonorités brésiliennes et sorti le 26 juillet. Sto Bene, sorti le 1er novembre, clôt le cycle annuel de production de l'artiste.
Le 10 juin 2020, l'extension numérique de l'album Bad Reputation de Vacca sort simultanément sur Spotify et YouTube : Entics apparaît dans le titre Vita da re 2, qui fait référence à la précédente collaboration entre les deux Vita da re, sortie en 2008.

## Discographie

### Albums studio
- 2011 : Soundboy
- 2012 : Carpe Diem
- 2014 : Entics Television Vol. 3
- 2017 : Purple Haze
- 2021 : Authentics

### Mixtapes
- 2008 : Entics TV
- 2009 : Entics TV Vol. 2
- 2010 : Ganja Chanel
- 2011 : Ganja Chanel Vol. 2
- 2011 : Pompa il mio mixtape
- 2011 : Pompa il mio disstape
- 2011 : Riddim Rider

### Singles
- 2011 : Quale strada prendere (avec 2nd Roof et Gué Pequeno)
- 2011 : Click
- 2011 : Dicono di me
- 2011 : Quanto sei bella
- 2011 : Soundboy (feat. Boomdabash)
- 2011 : In aria
- 2012 : Lungo la strada
- 2012 : Carpe Diem
- 2013 : Ganja Music (feat. Pat Cosmo e BBdai)
- 2014 : Karaoke
- 2014 : Open Bar
- 2016 : Revoluciòn
- 2016 : Facciamo le 9
- 2017 : Siamo noi stessi
- 2017 : Il finale
- 2017 : Ripresentiamoci
- 2018 : I giovani non sanno
- 2018 : Un altro caffè (avec Rubik Beats)
- 2018 : Sirena (feat. Alessio La Profunda Melodia)
- 2018 : Sto bene
- 2018 : Du Passao
- 2020 : Rub-a-Trap (avec Bizzarri, Brusco e Lion D)
- 2021 : Top Player (avec Bizzarri)